# Phrynarachne olivacea
Phrynarachne olivacea là một loài nhện trong họ Thomisidae.
Loài này thuộc chi Phrynarachne. Phrynarachne olivacea được miêu tả năm 1964 bởi Jézéquel.